# Lo-fi Car Music
Lo-fi Car Music je tretji studijski album slovenskega indie rock glasbenika Samuela Bluesa, izdan 31. decembra 2016 na avtorjevi Bandcamp strani, teden kasneje pa tudi na njegovem YouTube kanalu. Samuel Blues je poslušanje albuma namenil ob vožnji z avtomobilom.

## Seznam pesmi
Vse pesmi je napisal Samuel Blues.
| Št.             | Naslov                           | Dolžina |
| --------------- | -------------------------------- | ------- |
| 1.              | „Blue Cigarettes‟                | 4:54    |
| 2.              | „Ocean Cool‟                     | 5:14    |
| 3.              | „Thunder Calp‟                   | 2:36    |
| 4.              | „Wish I Was a Jedi‟              | 2:50    |
| 5.              | „Diazepam‟                       | 3:38    |
| 6.              | „Got High (Just Like Yesterday)‟ | 4:50    |
| 7.              | „Moon Landing‟                   | 3:36    |
| 8.              | „Nepal Rises‟                    | 5:22    |
| 9.              | „Wisdom Dance‟                   | 2:56    |
| 10.             | „Pure Vibe 1963‟                 | 4:45    |
| 11.             | „RYBY‟                           | 3:24    |
| Skupna dolžina: | Skupna dolžina:                  | 44:15   |